# Phisalixella
Phisalixella Nagy, Glaw & Vences, 2010 è un genere di serpenti della famiglia Lamprophiidae, endemico del Madagascar.

## Tassonomia
Comprende le seguenti specie:
- Phisalixella arctifasciata (Duméril & Bibron, 1854)
- Phisalixella iarakaensis (Domergue, 1994)
- Phisalixella tulearensis (Domergue, 1995)
- Phisalixella variabilis (Boulenger, 1896)